# Második isonzói csata
A II. isonzói csatára 1915-ben július 18-ától augusztus 3-áig került sor az Osztrák-Magyar Monarchia és Olaszország csapatai között. A korábbi első isonzói csata nem hozott áttörést a támadó olasz csapatoknak, így főparancsnokuk, Luigi Cadorna egy újabb támadást tervezett, melyet már a nehéztüzérség is támogatott, az olasz gyalogság egységesen rohamozott.

## A csata
Cadorna tábornok öngyilkos stratégiát dolgozott ki: a létszámfölényben lévő olasz csapatoknak frontális támadást kellett intézniük a Monarchia lövészárkai ellen, és míg egyes katonák harcolnak, addig más katonáknak a szögesdrótoktól kellett volna megtisztítani a területet, így segítve az előrenyomulást. A támadás során azonban nem sikerült a szögesdrót-kerítéseket semlegesíteni, és a létszámfölényben lévő olasz csapatokat a Monarchia hadserege visszakényszerítette a saját lövészárkukba. A támadás főként Doberdó ellen irányult, de jelentős harcok dúltak Görz és Tolmein hídfőknél is.
Az olasz támadás nagyrészt a Karszt-fennsíkon folyt, ahol kilátástalan körülményekkel kellett megküzdeniük a harcoló feleknek. Az olasz támadás Görz (Gorizia) bekerítését célozta. A kimerítő kézitusát az olasz 2. és 3. hadsereg vívta, rendkívül sok áldozattal, többek között a magyar 20. hadosztály ellen is. A Monarchia a csata alatt folyamatosan szállított a térségbe a balkáni frontról utánpótlás csapatokat. A Száva-Drina mentén már csak népfölkelő egységek maradtak, azonban még ennek egy részét – egy magyar népfölkelő dandárt – is átszállítottak az Isonzó vonalára. A csata végén ért be még a keleti frontról a gráci hadtest.

## Monte San Michele körüli harcok
1915. július 25-én az olasz csapatok elfoglalták a Doberdótól északra fekvő Monte San Michele-t, mely egy nem túl magas domb, ám a birtoklásával uralni tudtak egy igen nagy területet a nehéztüzérségnek köszönhetően. A Monarchia hadvezetésének létfontosságú volt Monte San Michele visszafoglalása, melyet elit katonákkal támadott meg Richter ezredes, és nagy véráldozatokkal, de a hegyet sikerült visszafoglalni. Az itt küzdő magyar csapatok, a 17. közös hadosztály (debreceni, szegedi, karánsebesi és temesvári bakák) , a 20. honvéd hadosztály (budapesti, debreceni, nagyváradi, székesfehérvári honvédek), a 16. hegyi dandár stb. rendkívül sok vért vesztettek. A 20. honvéd hadosztály 2/3-a megsemmisült.

## Eredmények
A II. isonzói csata jóval több áldozatot követelt mindkét oldalon, mint az első isonzói csata. Három hét alatt több mint 90 000 katona halt meg. A Monarchia vesztesége közel 30 000 főre rúgott és megközelítette az olaszok veszteségét, ami a védőnél megdöbbentően magas áldozatnak volt mondható. Az olaszok területi nyeresége minimális volt. Az olasz hadvezetés a második kudarcuk után befagyasztotta a frontvonalat, és elkezdték kiépíteni a védősáncokat, lövészárkokat. Állóháborúra rendezkedtek be.
A Monarchia számára bebizonyosodott, hogy a karsztos Doberdói-fennsíkot a sekély árkokban és kőrakásokból készített fedezékekben hosszabb ideig nem lehet megvédeni, mert a védelmet már egyedül a számbeli fölényben lévő olasz tüzérség is teljesen el tudja pusztítani. Ezért Jenő főherceg elrendelte, hogy kőfúró gépekkel és sziklarobbantások útján kell a hadsereg számára biztos fedezékeket készíteni.

## Kapcsolódó szócikk
- Isonzói csaták